# Typologie de la céramique antique
Cette page liste les principales typologies de la céramique antique établies pour la classer par ses formes.
De nombreuses typologies par décors existent également ; citons en exemple celle de Rogers (motifs non figurés), d'Oswald (motifs figurés), et surtout celle de Déchelette (styles nominatifs, c'est-à-dire les marques épigraphiques ou estampilles en tant qu'éléments de décors) qui fonde la méthodologie pour l'étude des styles décoratifs - indépendamment de la classification par formes « Déch. » listées plus bas. Les typologies des décors se compliquent avec la combinaison de ces derniers, formant des ensembles - par exemple le « P-33 », ensemble stylistique d'un potier de Lezoux.

## Formes Conspectus
Ce nom vient du Conspectus Formarum terrae sigillatae italico modo confectae, une synthèse sur la sigillée publiée en 1990 par un groupe international d'une dizaine de spécialistes d'Europe et — une première — d'outre-Atlantique, créé en 1986 lors du Congrès des RCRF (Rei Cretariae Romanae Fautorum) à Worms, à l'initiative de Howard Comfort et Elisabeth Ettlinger, dont V. Fablet et al..
| Formes Consp. | Type             | Périodes de fabrication | Équivalences | Notes |  |  |
| ------------- | ---------------- | ----------------------- | ------------ | ----- |  |  |
| Consp. 1      | Assiette / Plat  |                         |              |       |  |  |
| Consp. 2      | Assiette / Plat  |                         |              |       |  |  |
| Consp. 3      | Assiette / Plat  |                         |              |       |  |  |
| Consp. 4      | Assiette / Plat  |                         |              |       |  |  |
| Consp. 5      | Assiette / Plat  |                         |              |       |  |  |
| Consp. 6      | Assiette / Plat  |                         |              |       |  |  |
| Consp. 7      | Coupe            |                         |              |       |  |  |
| Consp. 8      | Coupe            |                         |              |       |  |  |
| Consp. 9      | Coupe            |                         |              |       |  |  |
| Consp. 10     | Assiette / Plat  |                         |              |       |  |  |
| Consp. 11     | Assiette / Plat  |                         |              |       |  |  |
| Consp. 12     | Assiette / Plat  |                         |              |       |  |  |
| Consp. 13     | Coupe            |                         |              |       |  |  |
| Consp. 14     | Tasse / Coupelle |                         |              |       |  |  |
| Consp. 15     | Tasse / Coupelle |                         |              |       |  |  |
| Consp. 16     | Assiette / Plat  |                         |              |       |  |  |
| Consp. 17     | Tasse / Coupelle |                         |              |       |  |  |
| Consp. 18     | Assiette / Plat  |                         |              |       |  |  |
| Consp. 19     | Assiette / Plat  |                         |              |       |  |  |
| Consp. 20     | Assiette / Plat  |                         |              |       |  |  |
| Consp. 21     | Assiette / Plat  |                         |              |       |  |  |
| Consp. 22     | Tasse / Coupelle |                         |              |       |  |  |
| Consp. 23     | Tasse / Coupelle |                         |              |       |  |  |
| Consp. 24     | Tasse / Coupelle |                         |              |       |  |  |
| Consp. 25     | Tasse / Coupelle |                         |              |       |  |  |
| Consp. 26     | Coupe            |                         |              |       |  |  |
| Consp. 27     | Coupe            |                         |              |       |  |  |
| Consp. 28     | Coupe            |                         |              |       |  |  |
| Consp. 29     | Coupe            |                         |              |       |  |  |
| Consp. 30     | Coupe à anses    |                         |              |       |  |  |
| Consp. 31     | Tasse / Coupelle |                         |              |       |  |  |
| Consp. 32     | Coupe            |                         |              |       |  |  |
| Consp. 33     | Tasse / Coupelle |                         |              |       |  |  |
| Consp. 34     | Tasse / Coupelle |                         |              |       |  |  |
| Consp. 35     | Coupe            |                         |              |       |  |  |
| Consp. 36     | Tasse / Coupelle |                         |              |       |  |  |
| Consp. 37     | Coupe            |                         |              |       |  |  |
| Consp. 38     | Coupe à anses    |                         |              |       |  |  |
| Consp. 39     | Assiette / Plat  |                         |              |       |  |  |
| Consp. 40     | Assiette / Plat  |                         |              |       |  |  |
| Consp. 41     | Assiette / Plat  |                         |              |       |  |  |
| Consp. 42     | Assiette / Plat  |                         |              |       |  |  |
| Consp. 43     | Coupe            |                         |              |       |  |  |
| Consp. 44     | Coupe            |                         |              |       |  |  |
| Consp. 45     | Coupe            |                         |              |       |  |  |
| Consp. 46     | Coupe            |                         |              |       |  |  |
| Consp. 47     | Assiette         |                         |              |       |  |  |
| Consp. 48     | Assiette         |                         |              |       |  |  |
| Consp. 49     | Coupe            |                         |              |       |  |  |
| Consp. 50     | Gobelet          |                         |              |       |  |  |
| Consp. 51     | Encrier          |                         |              |       |  |  |
| Consp. 52     | Calice           |                         |              |       |  |  |
| Consp. 53     | Pyxis            |                         |              |       |  |  |
| Consp. 54     | Couvercle        |                         |              |       |  |  |

## Formes Dragendorff
Typologie établie par Hans Dragendorff,, abrégée « Drag. (+ numéro) ». Les Drag. 1 à 14 sont des sigillées de type italique ; les Drag. 15 à 55 sont des sigillées de type gaulois,.
| Formes Drag.  | Type | Périodes de fabrication | Équivalences            | Notes |  |  |
| ------------- | --- | --- | ----------------------- | --- |  |  |
| Drag. 1       | | |                         | |  |  |
| Drag. 2       | | |                         | |  |  |
| Drag. 3       | | |                         | |  |  |
| Drag. 4       | | |                         | |  |  |
| Drag. 4/22/23 | | |                         | |  |  |
| Drag. 5       | | |                         | |  |  |
| Drag. 6       | | |                         | |  |  |
| Drag. 7       | | |                         | |  |  |
| Drag. 8       | | |                         | |  |  |
| Drag. 9       | | |                         | |  |  |
| Drag. 10      | | |                         | |  |  |
| Drag. 11      | | |                         | Quelques rares spécimens à la Graufesenque et Lezoux. Appartiennent à une courte période de transition, lorsque les potiers d'Italie sont venus travailler en Gaule. |  |  |
| Drag. 12      | | |                         | |  |  |
| Drag. 13      | | |                         | |  |  |
| Drag. 14      | | |                         | |  |  |
| Drag. 15      | | |                         | |  |  |
| Drag. 15/17   | Assiette / Plat | | Goudineau 28,. Lez. 66. | Plat 36 du service II de Haltern par Loeschcke. Une Drag 15/17 trouvée dans un chaland naufragé à Arles entre 66 et les premières années 70 de notre ère (Ier s.) ; diam. bord : 15,5 cm, fond : 8,2 cm, haut. : 3,2 cm ; estampille LICINVSF (sans point avant le F).                                                                    |  |  |
| Drag. 16      | | |                         | |  |  |
| Drag. 17      | Concavité sur le rebord vertical. Pas de moulure en quart-de-rond à la jonction interne du fond et du rebord. La lèvre et le bas du rebord sont parfois guillochés. Le fond porte toujours une estampille généralement épigraphique au centre de plusieurs cercles, dont un est souvent réalisé à la molette. | Lezoux : phase 2. | Goudineau 26,. Lez. 62. | Plat 2 du service II de Haltern par Loeschcke. Il peut être associé au Ritt. 5 dans un service. |  |  |
| Drag. 18      | Assiette | |                         | Une Drag. 18 trouvée dans un chaland naufragé à Arles entre 66 et les premières années 70 de notre ère (Ier s.) ; diam. bord : 17,3 cm, fond : 8,5 cm, haut. : 3,7 cm ; estampille CASTIOF. Rainure interne bien marquée à la jonction paroi/fond, caractéristique d'un grand nombre d'assiettes faites par Castus i de la Graufesenque,. |  |  |
| Drag. 18/31   | | |                         | |  |  |
| Drag. 19      | | |                         | |  |  |
| Drag. 20      | | |                         | |  |  |
| Drag. 21      | | |                         | |  |  |
| Drag. 22      | Petit récipient cylindrique sans pied. Un bourrelet marque chacune de ses extrémités. Il ne porte jamais de marque. | à Lezoux : de la phase 2 à la phase 4.                                                                                       | Lez. 83                 | |  |  |
| Drag. 23      | | | Goudineau 29,           | tasse 10 du service III de Haltern par Loeschcke. |  |  |
| Drag. 24      | | |                         | |  |  |
| Drag. 24/25   | | Fin de fabrication en 60/65                                                                                                  | Goudineau 38,           | Tasse 12 du service II de Haltern par Loeschcke. |  |  |
| Drag. 25      | | |                         | |  |  |
| Drag. 26      | | |                         | |  |  |
| Drag. 27      | | | Goudineau 32,           | tasse 11 du service III de Haltern par Loeschcke. |  |  |
| Drag. 27 g    | Coupelle | |                         | Une Drag. 27 g trouvée dans un chaland naufragé à Arles entre 66 et les premières années 70 de notre ère (Ier s.) ; diam. bord : 11,8 cm, fond : 8,2 cm, haut. : 3,2 cm ; estampille OFALBIN, avec ligature « AL »,. |  |  |
| Drag. 28      | | |                         | |  |  |
| Drag. 29      | Bol à profil caréné | |                         | À Saint-Rémy, il est fabriqué en pâte blanc terne à jaune clair et le bord n'est pas guilloché. |  |  |
| Drag. 30      | | |                         | |  |  |
| Drag. 31      | assiette à paroi convexe | |                         | |  |  |
| Drag. 32      | | |                         | |  |  |
| Drag. 33      | coupelle tronconique | |                         | Étude détaillée dans Batigne-Vallet & Delage (2016). |  |  |
| Drag. 34      | Panse arrondie, avec anse et oreilles. Ne porte pas de marques. Production relativement limitée.. | Lezoux : phases 6 et 7. | Lez. 11                 | |  |  |
| Drag. 35      | Coupelle. | Début de fabrication en 60/65                                                                                                | Lez. 14                 | |  |  |
| Drag. 36      | Coupe. | Début de fabrication en 60/65                                                                                                | Lez. 15.                | |  |  |
| Drag. 37      | Bol à bandeau très court, lèvre en amande, pied en forme de bourrelet et nettement détaché de la paroi | Début de fabrication en 60/65. Début de son essor : années 70. Fin du Ier siècle, elle a pris le dessus sur la forme carénée |                         | Forme très fréquente, facile à démouler. Peut être assez petite (ex. diam. 14 cm pour 7 cm haut.). Un lot important retrouvé à Pompéi, daté de peu de temps avant la destruction de la ville en 79. |  |  |
| Drag. 37R     | | |                         | |  |  |
| Drag. 38      | | |                         | |  |  |
| Drag. 39      | | |                         | |  |  |
| Drag. 40      | forme plus ouverte avec un pied de petite taille. Pas de rainure extérieure marquant la lèvre. Pas de marque sur le fond. | Apparaît dans la phase 4 de Lezoux                                                                                           | Lez. 2                  | |  |  |
| Drag. 41      | | |                         | |  |  |
| Drag. 42      | | |                         | |  |  |
| Drag. 43      | | |                         | |  |  |
| Drag. 44      | | | Lez. 89                 | |  |  |
| Drag. 45      | Mortier | |                         | Forme très fréquente. |  |  |
| Drag. 46      | | |                         | |  |  |
| Drag. 47      | | |                         | |  |  |
| Drag. 48      | | |                         | |  |  |
| Drag. 49      | | |                         | |  |  |
| Drag. 50      | | |                         | |  |  |
| Drag. 51      | | |                         | |  |  |
| Drag. 52      | | |                         | |  |  |
| Drag. 53      | | |                         | |  |  |
| Drag. 54      | | |                         | |  |  |
| Drag. 55      | | |                         | |  |  |

## Formes Déchelette
Typologie établie par Joseph Déchelette en 1904, abrégée « Déch. (+ numéro) ».
Les Déch. 56 à 71 sont des types gaulois moulés. Les Déch. 72 à 77 sont des types gaulois à reliefs d'applique, barbotinés et incisés.
| Formes Déch. | Type | Périodes de fabrication | Équivalences | Notes                                                                      |  |  |
| ------------ | --- | ----------------------- | ------------ | -------------------------------------------------------------------------- |  |  |
| Déch. 56     | |                         |              |                                                                            |  |  |
| Déch. 57     | Type du gobelet d'Aco |                         |              |                                                                            |  |  |
| Déch. 58     | Petit flacon fuselé, sans anse, à col court et étroit, à panse conique. Le pied, au profil mouluré, est nettement détaché ; il se façonnait à part sur le tour et était ensuite rattaché sur la partie conique retirée du moule. |                         |              |                                                                            |  |  |
| Déch. 59     | Imitation exacte de syphos grec, copie d'un modèle représenté par les coupes en argent trouvées à Pompéi, Alésia, Boscoreale et Hildesheim                                                                                       |                         |              |                                                                            |  |  |
| Déch. 60     | |                         |              |                                                                            |  |  |
| Déch. 61     | |                         |              |                                                                            |  |  |
| Déch. 62     | |                         |              |                                                                            |  |  |
| Déch. 63     | |                         |              |                                                                            |  |  |
| Déch. 64     | |                         |              |                                                                            |  |  |
| Déch. 65     | |                         |              |                                                                            |  |  |
| Déch. 66     | |                         |              |                                                                            |  |  |
| Déch. 67     | |                         |              |                                                                            |  |  |
| Déch. 68     | |                         |              |                                                                            |  |  |
| Déch. 69     | |                         |              |                                                                            |  |  |
| Déch. 70     | |                         |              |                                                                            |  |  |
| Déch. 71     | |                         |              |                                                                            |  |  |
| Déch. 72     | Modèle non ansé, de hauteur variable, de 10 à 40 cm. Pâte et vernis sont ceux des vases moulés. Lèvre ronde, col court, panse ovoïde à extremum centré, pied assez court                                                         |                         |              | Forme peu fréquente, surtout en comparaison avec les formes Drag. 37 ou 45 |  |  |
| Déch. 73     | |                         |              |                                                                            |  |  |
| Déch. 74     | |                         |              |                                                                            |  |  |
| Déch. 75     | |                         |              |                                                                            |  |  |
| Déch. 76     | |                         |              |                                                                            |  |  |
| Déch. 77     | |                         |              |                                                                            |  |  |

## Forme Knorr
R. Knorr (de) ajoute le type 78 à la typologie établie par Dragendorff et Déchelette.
| Forme Knorr (de) | Type | Périodes de fabrication | Équivalences | Notes | Photo | Schéma |
| ---------------- | ---- | ----------------------- | ------------ | ----- | ----- | ------ |
| Knorr 78         |      |                         |              |       |       |        |

## Formes Walters
Walters complète la typologie avec trois nouveaux types numérotés de 79 à 81,.
| Formes Η. B. Walters | Type          | Périodes de fabrication | Équivalences | Notes | Photo |  |
| -------------------- | ------------- | ----------------------- | ------------ | --- | ----- |  |
| Walters 79           | Assiette/plat |                         | Lezoux 32    | Un service associant assiette/plat [Lez. 32 / Walters 79] et coupelle Walters 80 apparaît au milieu du IIe siècle,. |       |  |
| Walters 79R          |               |                         |              | |       |  |
| Walters 80           | Coupelle      |                         |              | Fait partie du service Walters 79/80.                                                                               |       |  |
| Walters 81           |               |                         |              | |       |  |

## Formes Ritt.
La typologie de Ritterling est aussi parfois nommée d'après le nom du site-type : formes Hofheim.
| Forme Ritt | Type | Périodes de fabrication                                                                                         | Équivalences         | Notes                                                | Photo |  |
| ---------- | --- | --- | -------------------- | ---------------------------------------------------- | ----- |  |
| Ritt. 1    | | |                      |                                                      |       |  |
| Ritt. 2    | | |                      |                                                      |       |  |
| Ritt. 3    | | |                      |                                                      |       |  |
| Ritt. 4    | | |                      |                                                      |       |  |
| Ritt. 5    | Tasse | | Goudineau 27,        | tasse 8 AB du service II de Haltern par Loeschcke.   |       |  |
| Ritt. 6    | | |                      |                                                      |       |  |
| Ritt. 7    | | |                      |                                                      |       |  |
| Ritt. 8    | Tasse hémisphérique très simple avec deux rainures dans la partie haute, une à l'intérieur et une à l'extérieur, généralement au même niveau, qui marquent la lèvre. Le pied peut être oblique ou à pan coupé ; dans ce dernier cas il est souligné de rainures. Le diamètre du pied est à peu près égal à la hauteur de la coupelle bien que souvent un peu plus faible ; il est au moins deux fois plus petit que le diamètre de l'ouverture. Cete forme porte une estampille épigraphique incluse dans un cercle | Lezoux : le début de sa production commence dans la phase 2 et se prolongerait au-delà du milieu du Ier siècle. | Goudineau 35, Lez. 1 | tasse 13 du service III de Haltern par Loeschcke.    |       |  |
| Ritt. 9    | | | Goudineau 41,        | tasse 15 AB du service III de Haltern par Loeschcke. |       |  |
| Ritt. 10   | | |                      |                                                      |       |  |
| Ritt. 11   | | |                      |                                                      |       |  |
| Ritt. 12   | | |                      |                                                      |       |  |
| Ritt. 13   | | |                      |                                                      |       |  |

## Formes Haltern
En 1909 Siegfried Loeschcke (1883–1956) publie ce qui est encore une référence en termes de datation de sigillée arétine : Keramische Funde in Haltern. Ein Beitrag zur Geschichte der augusteischen Kultur in Deutschland, dans lequel il définit la forme « Haltern » ou « Ha. » à partir de la céramique du site d'Haltern am See.
| Forme Haltern | Type             | Périodes de fabrication | Équivalences | Notes | Photo |  |
| ------------- | ---------------- | ----------------------- | --- | --- | ----- |  |
| Haltern 1     | Assiette / Plat  |                         | Consp. 12.1 | |       |  |
| Haltern 2     | Assiette / Plat  |                         | Consp. 18.2 | |       |  |
| Haltern 3     | Assiette / Plat  |                         | Consp. 19 | |       |  |
| Haltern 4     | Assiette / Plat  |                         | Consp. 4.5 | |       |  |
| Haltern 5     | Assiette / Plat  |                         | Consp. 20.1 | |       |  |
| Haltern 6     | Coupe            |                         | Consp. 36.1 | |       |  |
| Haltern 7     | Tasse / Coupelle |                         | Consp. 14 | |       |  |
| Haltern 8     | Tasse / Coupelle |                         | Consp. 22 | |       |  |
| Haltern 9     | Tasse / Coupelle |                         | Consp. 23 | |       |  |
| Haltern 10    | Tasse / Coupelle |                         | Consp. 15 | |       |  |
| Haltern 11    | Tasse / Coupelle |                         | Consp. 31 | |       |  |
| Haltern 12    | Tasse / Coupelle |                         | Consp. 33 | |       |  |
| Haltern 13    | Gobelet          |                         | Consp. 36.4 | |       |  |
| Haltern 14    | Tasse à anses    |                         | Consp. 38 | Coupelle à deux anses dont la panse semble toujours être guillochée. Le fond ne présente pas de marque. Période : Lezoux : période de Tibère. |       |  |
| Haltern 15    | Coupe            |                         | Consp. 26.1 | |       |  |
| Haltern 16    | Gobelet          |                         | Consp. 50.3 | |       |  |
| Haltern 17    | Couvercle        |                         | Consp. 51.4 | |       |  |
| Haltern 46    | Cruche           |                         | Hofheim (type 50 AB) ; Camulodunum (type 140 AC) ; Neuss (Filtzinger, 1972, type 13) ; Genève (Paunier, 1981, forme 537) ; Saint-Romain-en- Gal (Canal & Tourrenc, 1979, type 1) | Cruche à col droit et lèvre moulurée (diamètre extérieur des lèvres entre 5 et 6 cm), panse ovoïde, pied annulaire (diamètre du pied entre 7 et 9,5 cm), anse à quatre bourrelets attachée sur l'épaule et sur le col, sous la lèvre. Fabriquée dans la région lyonnaise (atelier de Trion à Lyon, atelier de Saint-Romain-en-Gal près de Vienne, atelier de la rue Trenel à Sainte-Colombe-les-Vienne). En sus des camps rhénans du Ier siècle cités, elle est connue sur les sites de Bourgogne, de Franche-Comté (Besançon), de Genève et du plateau suisse (Avenches).                 |       |  |
| Haltern 59    | Mortier          |                         | | Un mortier de type Oberaden 72 / Ha. 59 d'origine rhodanienne trouvé dans un chaland naufragé à Arles entre 66 et les premières années 70 de notre ère (Ier s.). diam. bord : 25,4 cm, fond : 11,5 cm, haut. : 8,4 cm. Bandeau vertical surmonté d'un bord arrondi, bec verseur massif en demi-cercle entailllant la lèvre. Sa morphologie bien particulière l'apparente à la variante A définie par Odile Leblanc pour la Maison des Dieux Océan de Saint-Romain-en-Gal. Un exemplaire similaire a été retrouvé à Nimes sur le site de la Carsalade dans un contexte d'époque tibérienne. |       |  |

## Formes Lezoux
Ce sont les formes produites par les ateliers de Lezoux (Puy-de-Dôme, Auvergne), tête de file du groupe d'ateliers de Gaule du centre et plus grand centre de production de l'empire à partir de la fin du Ier siècle jusqu'après le milieu du IIe siècle (il prend le relais de la Graufesenque après le déclin de ce dernier).
Pour le répertoire complet des formes Lez., voir Bet et al. 1989. Notes sur quelques formes particulières :
- Lez. 1 : Ritt. 8[37]. Tasse 13 du service III de Haltern par Loeschcke[13],[n 1].

- Lez. 32 : assiette/plat. Étude détaillée dans Batigne-Vallet & Delage (2016)[40]. Saint-Georges-de-Reneins/Ludna (Rhône), fosse 657[40].

- Lez. 54 : assiette. Étude détaillée dans Batigne-Vallet & Delage (2016)[41]. Saint-Georges-de-Reneins/Ludna (Rhône), fosse 657[41].

- Lez. 66 : correspond au Drag. 15/17, avec la partie haute du Drag. 17 et le décrochement oblique, avec quart-de-rond à l'intérieur, du Drag. 15. Sa production commence dans la phase 2 et est encore bien attestée dans la phase suivante[15].

- Lez. 89 : correspond au Drag. 44. Pied à bourrelet. Bandeau supérieur convexe, limité au-dessous par un bourrelet en saillie et au-dessus par une lèvre en bourrelet. Très rarement estampillé, et s'il l'est c'est uniquement sur le bandeau. Production pendant la phase 7 ; se prolonge jusqu'au IVe siècle avec quelques variantes. Un Drag. 44 de la collection Sersiron suggère une apparition un peu plus précoce[15]

- Services Lez. 42/43 et Lez. 44/45 : période de fabrication relativement large[42]. Saint-Georges-de-Reneins/Ludna (Rhône), fosse 657[42].

- Service Lez. 48/49[43] : trouvé à Saint-Georges-de-Reneins/Ludna (Rhône), fosse 657[43].

## Formes Nied.
En 1914 Franz Oelmann (1883–1963), qui étudie le matériel du camp militaire de Niederbieber (de), propose une classification technique de la céramique engobée autre que la sigillée (formes « Nied. »).

## Formes Mayet
| Forme Mayet   | Type                                         | Périodes de fabrication | Équivalences | Notes | Photo |  |
| ------------- | -------------------------------------------- | ----------------------- | ------------ | --- | ----- |  |
| Mayet XXXVII  | Coupe à deux anses, céramique à parois fines |                         |              | Une Mayet XXXVII trouvée dans un chaland naufragé à Arles entre 66 et les premières années 70 de notre ère (Ier s.) : bol hémisphérique à bord rentrant, bandeau supérieur lisse et étroit compris entre deux rainures horizontales ; amorce d'une anse latérale dans la partie supérieure. Pâte ocre clair, engobe orange clair. Panse décorée à la barbotine : une ligne ondulée entre deux rangées de petits mamelons, rainure double en limite inférieure de panse. Décor non répertorié dans Mayet 1975 ni dans López Mullor 1990. diam. bord : 9,9 cm, fond : 4 cm, haut. : 5,2 cm. Daté 25-60/80.                                                            |       |  |
| Mayet XXXVIIA | Bol, céramique à parois fines                |                         |              | Une Mayet XXXVII trouvée dans un chaland naufragé à Arles entre 66 et les premières années 70 de notre ère (Ier s.) : bol hémisphérique à bord rentrant et fond légèrement concave, bandeau supérieur lisse et étroit limité par deux rainures horizontales. Pâte ocre clair, engobe orange clair. Corps de la panse orné d'un décor végétal oblique à la barbotine, qui oblitère partiellement la rainure supérieure. Double rainure en limite inférieure du champ décoratif. On retrouve cette structure décorative sur deux gobelets Mayet XXXVIIB, l'un de Carmona, l'autre de Belo. diam. bord : 9 cm, fond : 3,8 cm, haut. : 5,8 cm ; daté 40-90. Daté 40-90. |       |  |
| Mayet XLII    |                                              |                         |              | |       |  |
| Mayet         |                                              |                         |              | |       |  |
| Mayet         |                                              |                         |              | |       |  |
| Mayet         |                                              |                         |              | |       |  |
| Mayet         |                                              |                         |              | |       |  |
| Mayet         |                                              |                         |              | |       |  |

## « Formes Vertet », typologie « fm » (formes moulées)
En 1972 Hugues Vertet propose un répertoire des vases à décor moulé qui reprend la liste Dragendorff - Déchelette - Knorr, en retire toutes les formes lisses, y introduit toutes les formes non répertoriées de la même série dans les vides ainsi ménagés et, si besoin, à la suite du dernier numéro ; et remplace les patronymes Drag., Déch., … par le sigle « fm » pour « forme moulée » ; ainsi le « Drag. 37 » devient « fm 37 », etc.. Ce projet de répertoire inclut seulement les vases issus des ateliers arvernes ou trouvés dans les fouilles de ces derniers, additionnés de formes provenant des ateliers lyonnais. Il inclut aussi les casseroles et les oenochés, certaines lampes à suif dont les anses ou les manches sont moulés ; mais pas les lampes à huile ni les vases en forme d'animaux ou d'objets (dite « vases plastiques »). Pour les formes issues des ateliers de la Graufesenque, Vernhet en fait la liste ; pour les ateliers d'Italie et de Germanie, d'autres archéologues effectuent ce travail.
Mais cet effort de clarification et de simplification n'est pas suivi et les formes nouvelles sont depuis appelées communément « Vertet (+ numéro) », comme la forme « fm 28 » qui est appelée « Vertet 28 »…

## Formes Menez
Yves Menez établit en 1989 un inventaire de 102 formes de céramique terra nigra à partir de collections de Néris-les-Bains (Allier) et Châteaumeillant (Cher). Cette typologie est parfois exclusivement utilisée pour le mobilier céramique pré-datant l'avènement de la sigillée, et pas seulement pour la terra nigra mais pour la céramique commune en général,. 
Y. Menez inclut :
- assiettes ou écuelles (pièces dont le diamètre est égal ou supérieur à 3 fois la hauteur maximum) : Menez 1[50]. à 45, dont :
  - assiettes du type Centre : Menez 6[51] à 21
Ces assiettes ont généralement une pâte grise ou brun clair, un fond plat, un pied annulaire généralement à peine esquissé, et une paroi oblique, droite ou légèrement courbe. Sa production commence sous Tibère, peut-être dès les années 20 ; très abondante à cette période, elle disparaît progressivement à l'époque des Flaviens[51].
  - assiettes à pied annulaire et bord droit : Menez 22[52] à 32 
Ces assiettes ont un pied annulaire assez développé, une lèvre droite oblique ou parfois presque verticale ; mais selon la forme de la lèvre il est peut-être possible de diviser ce groupe en  sous-groupes selon les régions ou les époques. Elles apparaissent sous Auguste, se répandent dans la plus grande partie de la Gaule et en Grande-Bretagne, et disparaissent sous Tibère[52].
  - imitations d'assiettes italiques : Menez 33[53] à 45
- coupes : Menez 46[54] à 80, dont :
  - vases bobines : Menez 75 à 78[55] 
Ce sont des coupes à pied annulaire assez élevé, avec un fond qui remonte au centre et forme un ombilic conique. La panse a un profil concave clairement étranglé au tiers ou à la moitié de la hauteur ; elle est souvent ornée à l'intérieur de lignes horizontales brunes, et parfois à l'extérieur de baguettes moulurées. On la trouve à Saintes où elle est datée des années 25 av. J.-C. jusqu'aux années 20 apr. J.-C.. Mais elle n'apparaît dans l'Est que vers les années 30 apr. J.-C. et disparaît vers 70, à l'époque flavienne. Les baguettes moulurées sont réminiscentes de prototypes cetiques en bois tourné[55].
  - coupes à pied et calices : Menez 79 et 80[55]
 La forme Menez 79 est un petit calice à pied très évasé ;  la coupe peut prendre des formes très variées mais elle est presque toujours ornée à l'intérieur de fines lignes lustrées. Ce calice est réalisé en pâte noire au cœur avec des franges brises ou brunes. C'est une importation d'Aquitaine à l'époque d'Auguste[55].
- vases fermés sans anses : Menez 81[56] à 97, dont :
  - urnes sanglées : Menez 88 à 97[57]
- pichets (vase à anse plus haut que son diamètre maximal et dont le diamètre du col est supérieur à la hauteur du col) : Menez 98[58]
- bouteilles : Menez 99 à 101[58]
- cruches (bouteilles munies d'une anse) : Menez 102[58]

## Formes Raimbault (céramique «à l'éponge»)
Produite entre la fin du IIIe siècle et la fin du IVe siècle dans la région de Bordeaux, son engobe varie du jaune au orange et son décor est généralement soit marbré, soit étoilé ou de marguerites. Le répertoire, établi par Michel Raimbault en 1973, comprend douze formes.
| Forme Raimbault | Type | Périodes de fabrication | Équivalences                                                           | Notes | Photo |  |
| --------------- | --- | ----------------------- | ---------------------------------------------------------------------- | --- | ----- |  |
| Raimbault 1     | Grand plat creux à large marli horizontal et anguleux, lisse, sur pied évidé. Double angle à la jointure du marli avec sa retombée, et à la jointure de cette retombée avec la coupe. Lèvre légèrement saillante, toujours perpendiculaire au marli. Profil arrondi. Pied peu élevé, légèrement conique. |                         | Formes Chenet 313h et 313i                                             | Le seul type de plat de la collection de Raimbault. |       |  |
| Raimbault 2 A   | Petite coupe. Pied court, évidé. Corps ramassé et bord supérieur légèrement rentrant, souligné par 1 ou 2 rainures. |                         |                                                                        | Dérive des formes Ritt. 8 et Drag. 40, avec de légères modifications dans le pied. également proche de la forme Chenet 302. |       |  |
| Raimbault 2 B   | Petite coupe assez ouverte, surbaissée, bord peu élevé non souligné. Profondeur du vase = 1/3 de son ouverture.Pied peu élevé, plein. |                         |                                                                        | Le prototype de cette forme est vraisemblablement très primitif. |       |  |
| Raimbault 3     | Bol hémisphérique sur pied plein ou évidé. |                         |                                                                        | Réminiscence du Drag. 37, mais la lèvre extérieure caractéristique de ce dernier est remplacée par une gorge resserrant le haut de la panse sous le rebord. |       |  |
| Raimbault 4     | Bol avec carène à bord vertical, intermédiaire entre Drag. 37 et Drag. 40 |                         | type 22 de la sigillée claire A tardive et 3/8 de la sigillée luisante | |       |  |
| Raimbault 5     | Terrine ou récipient conique. Pied en anneau, évidé par le dessous ; sur certaines terrines, il est plein et bas |                         |                                                                        | Située entre la Walters 81 (lèvre relevée et entaille ceignant le vase au tiers de sa hauteur, sous le rebord) et la Drag. 45 (profil moins bulbeux que la Walt. 81). Partie basse du bandeau généralement soulignée par une cannelure plus ou moins large tracée au lissoir. |       |  |
| Raimbault 6     | Récipient à bande verticale ou rentrante et à collerette de préhension, à fond hémisphérique aec intérieur lisse, sur pied conique |                         | Drag. 38                                                               | Collerette convexe à mi-hauteur (comme la Drag. 38) au lieu d'être rattachée au bord supérieur (comme la Curle 11) ; cette dernière est peut-être le prototype de ce genre de vase. Assez grande extension au Bas-Empire : elle se retrouve dans les ateliers d'Argonne (type Chenet 326) et dans la sigillée claire D. |       |  |
| Raimbault 7     | Écuelle à galbe surbaissé et ouverture évasée, sur pied conique. |                         |                                                                        | Réminiscence celtique (typologie de la Tène II), qui revient à la fin du IIIe et au IVe siècle alors que les bols moulés disparaissent ; seul le pied est notablement modifié. Au IVe s. une forme au galbe similaire existe en Argonne (type Chenet 342) et en Rhénanie (Gose 324). La face supérieure de la lèvre est souvent aplatie. Face extérieure : la liaison avec le col est en courbe continue ou se fait par un ressaut bien marqué ou bourrelet. La bande du col ou du resserrement qui sépare la lèvre de la panse est légèrement infléchie, souvent soulignée d'une ou deux gorges |       |  |
| Raimbault 8     | Gobelet sphérique ou ovoïde, à large ouverture, col profilé et pied conique |                         |                                                                        | Les prototypes viennent des ateliers du centre Gaule (Lezoux, Terre-Franche…) (forme Déch. 72), eux-mêmes copiés sur des types celtiques. Les ateliers de l'Est reprennent le modèle en modifiant le pied et le profil du col : ateliers d'Argonne, IIIe et IVe siècles, forme Chenet 335 ; ateliers de Rhénanie : Cologne et Trèves. Les Raimbault 8 représentent un stade avancé de ce type, à l'époque de sa plus grande diffusion. Dimensions très variées, alors que les ateliers du centre Gaule respectent un certain module comme facteur d'équilibre. Sous la lèvre supérieure, le rétrécissement ou gorge est très marqué. La plupart des pieds sont coniques à fond plat (un seul exemplaire est à pied-tampon) ; cette modification du pied intervient probablement après les vases de la fin du IIe et du IIIe siècle (pied conique ou en anneau et très évidés par le dessous). Galbe plus ovoïde que globuleux. La cannelure qui décore la panse de certains gobelets est une réminiscence des moulures circulaireslimitant le décor des vases inciés ou à reliefs d'applique, moulures qui correspondaient à l'empreinte laissée par les valves du moule. |       |  |
| Raimbault 9     | Petit gobelet globuleux à col tronconique, sur pied conique. |                         |                                                                        | Deux vases trouvés. |       |  |
| Raimbault 10    | Cruche globuleuse à goulot allongé décoré de guillochis. Ouverture circulaire, une seule anse, pied creux cylindrique ou conique |                         |                                                                        | |       |  |
| Raimbault 11    | Cruche globuleuse à goulot allongé étranglé. Ouverture circulaire, bec pincé, anse verticale, fond plat |                         |                                                                        | |       |  |
| Raimbault 12    | Vase ovoïde, goulet orné d'une tête de femme, une seule anse, pied conique |                         |                                                                        | |       |  |

## Formes Dressel et autres amphores
Les amphores sont classées principalement selon la typologie « Dr. » (pour « Dressel ») établie par Heinrich Dressel. On trouve aussi les formes 
« Beltrán », « Almagro », « Almadrava », « Eucaliptal », « Greco-Italic », « Gauloise », « Haltern 70 » et « Haltern 71 », 
« Keay », 
« Lusitana », « La Orden », « Majuelo I », « Mojón », « Matagallares », 
« Oberaden », « Oliva », « Ovoid », « Pascual 1 », « Pellicer », 
« Puerto Real », « Ramon », « Sado », 
« Tarraconense », « Tejarillo », « Terrón », « Venta del Carmen », « Verulamium », « Tipo Tardío » et « Urceus »,,.